# 5993 Tammydickinson
5993 Tammydickinson eller 1981 EU22 är en asteroid i huvudbältet som upptäcktes den 2 mars 1981 av den amerikanska astronomen Schelte J. Bus vid Siding Spring-observatoriet. Den är uppkallad efter amerikanskan Tamara Dickinson.